# Saint-Ouen (Loir y Cher)
Saint-Ouen es una comuna francesa situada en el departamento de Loir y Cher, en la región de Centro-Valle del Loira.

## Demografía
| 1248 | 1368 | 1880 | 2359 | 2958 | 3050 | 3024 |
| Para los censos de 1962 a 1999 la población legal corresponde a la población sin duplicidades (Fuente: INSEE [Consultar]) |      |      |      |      |      |      |